# Densha Otoko
Densha Otoko (яп. 電車男 дэнся отоко, «Парень из электрички») — японский роман 2005 года и вышедшие на его основе произведения, в основе которых лежит предположительно реальная история 23-летнего отаку, остановившего пьяницу, пристававшего к женщинам в электричке, и в итоге начавшего встречаться с одной из этих женщин.

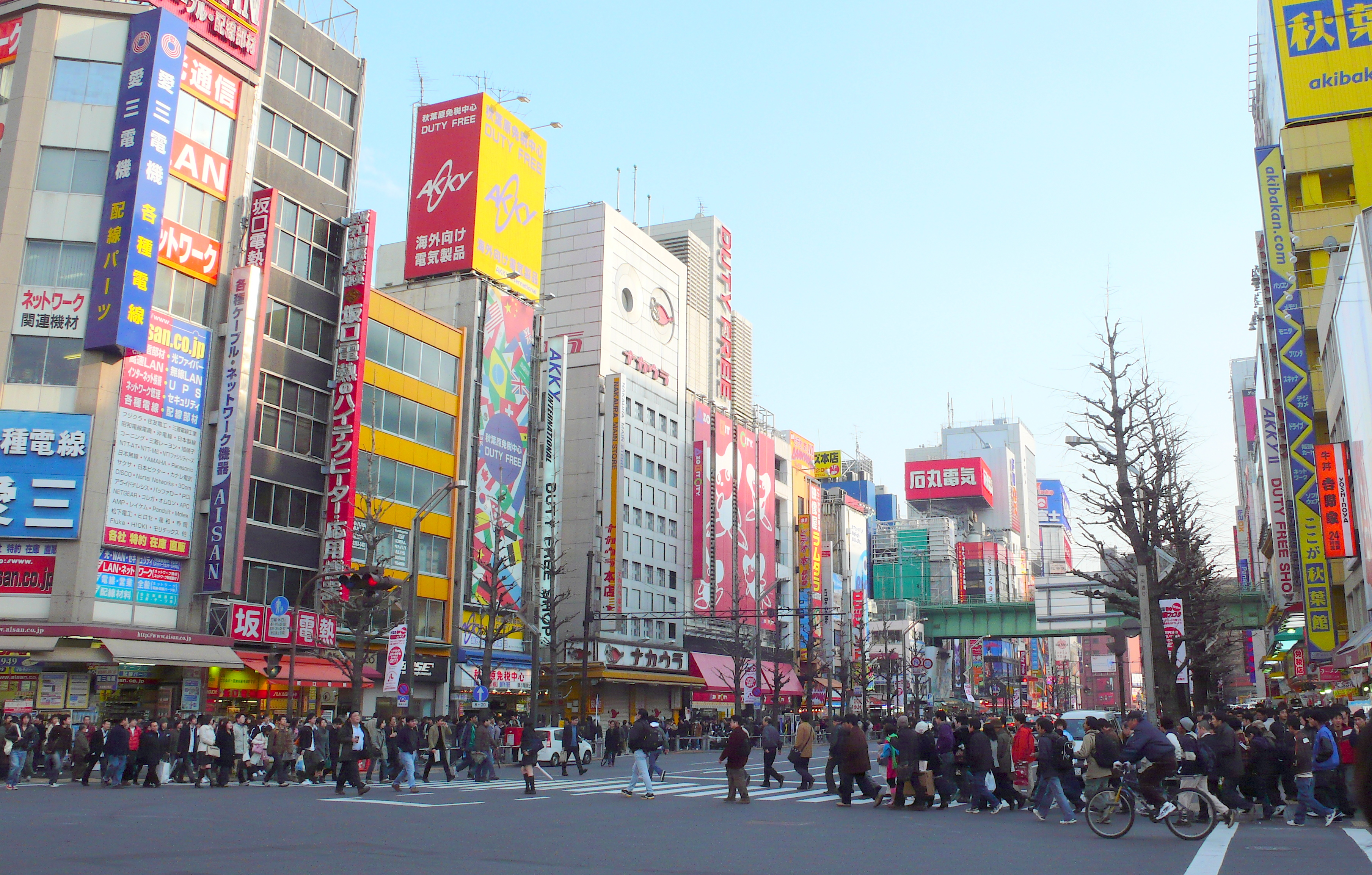
Перекрёсток Акихабары

История и последовавшие за ним свидания с девушкой, получившей прозвище «Эрмес» (яп. エルメス Эрумэсу, от фр. Hermès), были записаны на японском веб-форуме 2channel. Посты с этого форума были собраны в книгу, а позже адаптированы в несколько манг, полнометражный фильм, спектакли и телесериал.
Densha Otoko является популярным примером категории «хороших парней» среди японских гиков, которые хотели бы вести нормальную жизнь, но слишком стесняются, чтобы найти девушку, или готовы открыто говорить только в сети.

## История
14 марта 2004 года в 21:55 анонимный пользователь опубликовал сообщение в теме 2channel для одиноких мужчин. Согласно его рассказу, он сидел в электричке рядом с молодой женщиной, когда в вагон вошёл выпивший мужчина и начал приставать к женщине. Автор сообщения рискнул попытаться остановить мужчину беспокоить других пассажиров, все из которых были женщины. Завязалась потасовка, и окружающие в это время позвали кондуктора, взявшего контроль над ситуацией.
Раньше с ним такого не случалось, так что автор был удивлен, когда женщина его искренне поблагодарила за свое спасение. Она также попросила его адрес, сказав, что хочет выразить свою признательность. Автор, вернувшись домой, рассказал об этом на форуме и позже получил прозвище «Парень из электрички» (яп. 電車男 дэнся отоко).
Через несколько дней он получил посылку от той женщины: дорогой набор чайного сервиза марки Hermès, известного французского бренда. Удивленный он обратился на 2channel за советом; вскоре его убедили, что подобный сервиз — слишком дорогой подарок для простого «спасибо». Следуя советам и предложениям форумчан, «Парень из электрички» в итоге связался с женщиной.
В своих постах он раскрыл некоторые детали о себе, такие как его возраст соответствует тому, сколько времени он провёл без девушки, что он ботаник из Акихабары и отаку, и что он никогда не был на свидании. Из-за последнего он постоянно сообщал о прогрессе отношений, прося совета обо всем: выборе ресторана для встречи или что одеть. После успешного первого свидания, они начали постоянно встречаться. Следуя советам от форумчан, он сделал стрижку, обновил гардероб и начал выходить из своей раковины. После нескольких свиданий его поведение изменилось в лучшую сторону, а через несколько месяцев он признался девушке в любви. Она приняла его чувства. Когда форумчане узнали об этом, событие активно отпраздновали, многие поздравляли молодую пару и были опубликованы изображения персонажей из Shift JIS.
Сообщения Парня из электрички продолжали публиковаться еще какое-то время, но 17 мая появились сообщения о том, что пара на грани того, чтобы заняться сексом. Некоторые посетители сайта оставили довольно неподходящие комментарии об этом. Позже той же ночью Парень из электрички навсегда оставил форум.

### Достоверность
Хотя многие говорят о том, что история реальна, включая продюсеров телесериала, предположительно разыскавших оригинального Парня, так и не было подтверждено, что она полностью достоверна. Истинная личность «Парня из электрички» так никогда и не была раскрыта, и книга взяла за основу отредактированные сообщения с форума. Изначальная тема была активна 57 дней и содержала 29 862 сообщения, тогда как в книгу вошли лишь 1919 сообщений, как собрано на фан-сайте. Также был собран список несоответствий в истории, включая то, что Парень слишком юн, чтобы быть выпускником университета и работать уже 3 года.

## Медиа

### Книга
Shinchosha выпустило роман 22 октября 2004 года. Densha Otoko была основана на 57-дневном сетевом разговоре на 2channel, длившемся с 14 марта по 16 мая, в который вошло 29 862 сообщения. История была отредактирована и разделена на 6 глав, каждая из которых была названа «Миссией». В неё вошли 1919 сообщений, и она стала доступной на сайте Matome. Согласно «Fūin sareta 'Densha Otoko'» (яп. 封印された｢電車男｣) Кэндзи Андо, только 6,4 % всего разговора не было включено в книгу.
Автор книги использовал имя «Накано Хитори» (яп. 中野独人). Это имя является игрой слов с японским термином «нака но хитори», относящегося ко всем людям, общающимся на форумах в сети. Нету определенного человека, который был бы автором; скорее, это общий псевдоним. При выпуске манг выплаты, полагающиеся оригинальному автору, были отданы на благотворительность в пользу жертв землетрясения в Тюэцу.

### Телесериал
11 серий телесериала транслировались на Fuji TV с 7 июля по 22 сентября 2005 года (плюс спецвыпуск 6 октября 2005 года). Двухчасовой спецвыпуск Densha Otoko Deluxe был показан 23 сентября 2006 года. Pony Canyon выпустили сериал в виде набора DVD 22 декабря 2005 года.

### Фильм
Полнометражный фильм Densha Otoko был снят режиссёром Сёносукэ Мураками. Его премьера прошла 26 марта 2005 года. В фильме снимались Такаюки Ямада в роли Парня из электрички и Мики Накатани в роли Эрмес.

### Манга
Было выпущено 4 адаптации истории в виде манги:
- Train Man: Densha Otoko (яп. 電車男〜ネット発、各駅停車のラブストーリー〜 Densha Otoko: Net-hatsu, Kakueki-teisha no Love Story, «Парень из электрички: сетевая история любви на местной электричке») создана Хидэнори Хара. Она выходила в журнале Young Sunday издательства Shogakukan с 6 января 2005.[7] Всего издательство выпустило три тома истории с 5 апреля по 5 сентября 2005 года[13][14].
- Densha Otoko: The Story of a Train Man Who Fell in Love with a Girl (яп. 電車男〜でも、俺旅立つよ.〜 Densha Otoko: Demo, Ore Tabidatsuyo) создана Ватару Ватанабэ. Она выходила в журнале Champion Red издательства Akita Shoten с 19 января 2005 года[7]. Позже была издана в виде трех танкобонов с 20 марта 2005 по 20 февраля 2006 года[15][16]. 8 октября 2013 года манга была переиздана в двух томах[17][18].
- Train Man: Go, Poison Man! (яп. 電車男 がんばれ毒男! Densha Otoko: Ganbare Dokuo!) написана Хитори Накано с иллюстрациями Дайсукэ Докэ. Она выходила в Weekly Shōnen Champion издательства Akita Shotenс 28 декабря 2004 года[7][9]. Три танкобона было выпущено с 20 марта 2005 года по 20 января 2006 года[19][20].
- Train Man: A Shōjo Manga (яп. 電車男〜美女と純情ヲタク青年のネット発ラブストーリー Densha Otoko: Bijo to Junjō Otaku Seinen no Net-hatsu Love Story, «Парень из электрички: Красавица и простой паренёк-отаку, сетевая история любви») — ваншот сёдзё, написанная Матико Отя. Kodansha выпустила мангу 13 июня 2005 года[21].

## Критика
За первые три недели после выхода было продано 260 000 копий романа Densha Otoko, а через два месяца число достигло 500 000. Выход на его основе сразу четырех манг от разных издательств и практически одновременно сам по себе тоже уникален.
Часть критиков говорит о реалистичности истории, тогда как другие отмечают, что она звучит слишком хорошо, чтобы быть правдой. Джанет Эшби в статье для The Japan Times отметила, что книга ощущается, как «фантазия об исполнении желаний отаку: „Однажды я случайно встречу Ту Самую, спасу её как рыцарь на белом коне, превращусь в Прекрасного принца, и мы будем жить долго и счастливо“. Реакция Эрмес, когда Парень показывает ей лог сообщений на форуме об их личных отношениях, кажется мне особо неправдоподобной. Она впечатлена тем, что у него хорошие друзья, а не разозлена или огорчена!». Мэттью Александер отмечает реалистичность в отзыве на мангу Densha Otoko: The Story of a Train Man Who Fell in Love With A Girl, особо отмечая такую «мелочь», как прическу Парня, которая выглядит идеально после посещения стилиста, а через пару дней становится такой, какой была до этого.
В обзорах манги Densha Otoko: The Story of a Train Man Who Fell in Love With A Girl отмечают, что автору удалось передать тихую неловкость двух скромных людей, используя визуальный стиль. Эрмес в нем одна из самых милых женских персонажей комиксов, а все другие персонажи изображены уникально, с чем часто у авторов возникают проблемы.
В описании Densha Otoko: Train Man критик отметил схожесть со стилем старой школы, «особенно сложные панели (особенно когда несколько человек одновременно дают совет в сети) напоминают лучшие работы Уилла Айснера». В более позднем обзоре он же отмечает, что эта манга-версия наиболее «комиксовая», но именно этот стиль выделяет её среди остальных. Он также говорит о том, что Эрмес выглядит схоже с Лизой Хайес из «Роботека».
В обзоре Train Man: A Shōjo Manga Карло Росс говорит о легком милом настроении произведения, но в ущерб сюжету и развитию персонажей.